# PFCキジルクム・ザラフシャン
PFCキジルクム・ザラフシャン (英語: Professional Football Club Qizilqum Zarafshan、ウズベク語: PFC Qizilqum Zarafshon、ロシア語: ПфК Кызылкум Зарафшан) はウズベキスタン・ナヴォイ州のザラフシャンを本拠地とするサッカークラブである。

## 概要
1967年に「プログレス・ザラフシャン」として設立された。1994年、1995年の改名を経て1997年より現在の名称になっている。クラブ名の「キジルクム」は、ザラフシャン付近にあるキジルクム砂漠の名に由来している。

## 名前の変遷
- 1967—1994: プログレス
- 1994—1995: キジルクム
- 1995—1997: プログレス
- 1997 — キジルクム

## 所属選手
- パヴェル・レウス（英語版） 2012-
- レオニード・コシェレフ（英語版） 2009-
- アンドレイ・ウサチェフ（英語版） 2012-
- ナザル・バイラモフ（英語版） 2011-
- ヴィヤチェラフ・シェフチェンコ（英語版） 2015-

## テクニカルスタッフ
2012年1月時点
| 役職               | 氏名                   |
| ------------------ | ---------------------- |
| 監督               | ラフシャン・ハイダロフ |
| アシスタントコーチ | Aleksey Evstafeev      |
| アシスタントコーチ | Vladimir Andreev       |